# Йовева, Ирена
Ирена Йовева (словен. Irena Joveva; род. 26 февраля 1989, Крань) — словенская журналистка и политический деятель. Член партии Движение «Свобода». Депутат Европейского парламента с 2019 года. Член группы Обновляя Европу.

## Биография
Родилась 26 февраля 1989 года.
В 2007—2012 и 2015—2017 годах училась на факультете общественных наук Люблянского университета.
В 2011—2014 годах — политическая журналистка Словенского агентства печати (СТА), в 2015—2019 годах — журналистка телекомпании PRO Plus, принадлежащей CME. В 2014 году получила журналистскую премию čuvaj/watchdog (сторожевой пёс) как дебютанка.
По результатам выборов в Европейский парламент 2019 года избрана депутатом. Является членом группы Обновляя Европу. Член Комитета по образованию и культуре (CULT) и с 2022 года — член Комитета по занятости и социальным вопросам (EMPL).
Была членом партии Список Марьяна Шареца (LMŠ), чей список возглавляла на выборах в Европарламент. 7 июня 2022 года съезд LMŠ проголосовал за присоединение к Движению «Свобода», победившему на парламентских выборах 24 апреля.